# Anders Minnes Wybenga
Anders Minnes Wybenga of Wijbenga (Niawier, 25 oktober 1881 – Oosternijkerk, 9 september 1948) was een Fries dichter. Hij stond bekend als ‘de dorpsdichter van Niawier’. Een terugkerend thema in zijn werk is het zware leven op de Friese klei.

## Levensloop
Anders Minnes was de enige zoon van Minne Wybenga en Janke Elzinga. Hij groeide op op een boerderij tussen Niawier en Wetsens. Hij zou hier zijn hele leven blijven wonen en werken. De weg waar hij aan woonde is naar hem vernoemd, de Anders Minneswei. Hij heeft de lagere school niet af kunnen maken, al raakte hij wel geïnteresseerd in poëzie en taal. Hij was lid van de gereformeerde jongensvereniging en begon met het schrijven van stukken die hij ook voordroeg.
Aan het begin van de 20e eeuw schreef hij stukken voor het Friesch Dagblad, de Nieuwe Dockumer Courant en voor Friese tijdschriften, zoals Stim fan Fryslân. In 1908 was hij medeoprichter van het Kristlik Frysk Selskip (Christelijk Fries Gezelschap). Dit gezelschap had als doel om het gebruik van het Fries te stimuleren. Hij schreef ook veelvuldig voor het ledenblad van het KFS, Yn us eigen taal. Tevens was hij oprichter van de Kristlik Fryske BoekeKlub (Christelijk Friese BoekenClub). In 1911 kwam zijn eerste bundel voordrachten uit: Loddespitten. Wybenga was de eerste die de 150 psalmen in het Fries vertaalde. Door zijn rechtlijnigheid botste hij met andere Friese schrijvers als Eeltsje Boates Folkertsma, Douwe Kalma, Jan Piebenga en Fedde Schurer.
Hij overleed in 1948 in Oosternijkerk en werd begraven in Wetsens. In 1970 werd voor de kerk van Niawier een standbeeld onthuld van Anders Minnes, vervaardigd door Maria van Everdingen. In 2018 verscheen in het kader van Leeuwarden, culturele hoofdstad, een biografie van Anders Minnes Wybenga van de hand van Jan Minno Rozendal.

## Werken van Anders Minnes Wybenga
| Jaar | Titel                                                           | Opmerkingen                     |
| ---- | --------------------------------------------------------------- | ------------------------------- |
| 1911 | Loddespitten                                                    |                                 |
| 1914 | Foar de fûst wei, foardrachten foar Fryske gearkomsten          |                                 |
| 1930 | Libbensgong                                                     |                                 |
| 1931 | For 't Fryske Jongfolk                                          |                                 |
| 1932 | Yn 'e nije pronk, karsamling stimmige en fleuriche foardrachten |                                 |
| 1937 | It Soenhús, in histoarysk forhael út East-Dongeradiel           |                                 |
| 1937 | Ropta, syn mounle, syn skiednis, 1836-1936                      |                                 |
| 1945 | Fryske Folksdichters                                            | bevat twaalf van zijn gedichten |
| 1950 | Ljocht oer it fjild, fersen fan lân en bedriuw                  |                                 |
| 1970 | Alderheljen, wurk fan A.M. Wybenga                              | medeauteur: Doede Wiersma       |